# CSI: Місце злочину. Нью-Йорк
CSI: Місце злочину. Нью-Йорк (англ. CSI: NY) — американський детективний серіал, присвячений роботі криміналістів Нью-Йорка. Є продовженням серії CSI — телесеріалів CSI: Місце злочину та CSI: Місце злочину. Маямі.
Серіал транслювався з 22 вересня 2004 року по 22 лютого 2013 року. Було випущено 9 сезонів у кількості 197 серій.

## Сюжет
Серіал розповідає про роботу кримінальної поліції і детективного відділу в Нью-Йорку. Команду очолює детектив Мак Тейлор, колишній морський піхотинець з Чикаго, який розплутує найскладніші злочини. Йому допомагає напарниця Стелла Бонасера, яка згодом залишає Нью -Йорк, щоб очолити кримінальну лабораторію в Новому Орлеані, і її замінює детектив Джо Денвілл. Джо — колишній криміналіст ФБР і досвідчений психолог. В команді також працюють інші детективи, серед яких Денні Мессер, Ейден Берн та Ліндсі Монро. Криміналістична лабораторія також співпрацює із детективом Доном Флеком, медичним експертом Сід Хаммербеком та стажером CSI Адамом Россом.

## В ролях
| Актор              | Персонаж                 | Сезони            | Сезони               | Сезони               | Сезони               | Сезони            | Сезони            | Сезони            | Сезони            | Сезони            |
| Актор              | Персонаж                 | 1                 | 2                    | 3                    | 4                    | 5                 | 6                 | 7                 | 8                 | 9                 |
| ------------------ | ------------------------ | ----------------- | -------------------- | -------------------- | -------------------- | ----------------- | ----------------- | ----------------- | ----------------- | ----------------- |
| Гері Сініз         | детектив Мак Тейлор      | Основний персонаж | Основний персонаж    | Основний персонаж    | Основний персонаж    | Основний персонаж | Основний персонаж | Основний персонаж | Основний персонаж | Основний персонаж |
| Меліна Канакаредес | детектив Стелла Бонасера | Основний персонаж | Основний персонаж    | Основний персонаж    | Основний персонаж    | Основний персонаж | Основний персонаж | Не з'являється    | Не з'являється    | Не з'являється    |
| Кармін Джовінаццо  | Денні Мессер             | Основний персонаж | Основний персонаж    | Основний персонаж    | Основний персонаж    | Основний персонаж | Основний персонаж | Основний персонаж | Основний персонаж | Основний персонаж |
| Ванесса Ферліто    | Ейдан Берн               | Основний персонаж | Основний персонаж    | Не з'являється       | Не з'являється       | Не з'являється    | Не з'являється    | Не з'являється    | Не з'являється    | Не з'являється    |
| Гілл Гарпер        | доктор Шелдон Хокс       | Основний персонаж | Основний персонаж    | Основний персонаж    | Основний персонаж    | Основний персонаж | Основний персонаж | Основний персонаж | Основний персонаж | Основний персонаж |
| Едді Кегілл        | детектив Дон Флек        | Основний персонаж | Основний персонаж    | Основний персонаж    | Основний персонаж    | Основний персонаж | Основний персонаж | Основний персонаж | Основний персонаж | Основний персонаж |
| Анна Белкнап       | Ліндсі Монро             | Не з'являється    | Основний персонаж    | Основний персонаж    | Основний персонаж    | Основний персонаж | Основний персонаж | Основний персонаж | Основний персонаж | Основний персонаж |
| Роберт Джой        | Сід Хаммербек            | Не з'являється    | Періодичний персонаж | Періодичний персонаж | Періодичний персонаж | Основний персонаж | Основний персонаж | Основний персонаж | Основний персонаж | Основний персонаж |
| А. Дж. Баклі       | Адам Росс                | Не з'являється    | Періодичний персонаж | Періодичний персонаж | Періодичний персонаж | Основний персонаж | Основний персонаж | Основний персонаж | Основний персонаж | Основний персонаж |
| Сіла Ворд          | детектив Джо Денвілл     | Не з'являється    | Не з'являється       | Не з'являється       | Не з'являється       | Не з'являється    | Не з'являється    | Основний персонаж | Основний персонаж | Основний персонаж |

- Еммануель Вож'є[en] — детектив Джессіка Енджел
- Сара Батлер — Елісон Редман
- Бар Палі — Міа Опал
- Майкл К. Вільямс —  Реджи Данхем
- Клер Форлані — доктор Пейтон Дріскол

## Сезони
| Сезон | Епізодів | Оригінальний показ | Оригінальний показ | Оригінальний показ | Позиція | Глядачів (в мільйонах) |
| Сезон | Епізодів | Початок сезону     | Кінець сезону      | Телевізійний сезон | Позиція | Глядачів (в мільйонах) |
| ----- | -------- | ------------------ | ------------------ | ------------------ | ------- | ---------------------- |
| 1     | 23       | 22 вересня 2004    | 18 травня 2005     | 2004–2005          | #21     | 13.59                  |
| 2     | 24       | 28 вересня 2005    | 17 травня 2006     | 2005–2006          | #22     | 14.04                  |
| 3     | 24       | 20 вересня 2006    | 16 травня 2007     | 2006–2007          | #25     | 13.92                  |
| 4     | 21       | 26 вересня 2007    | 21 травня 2008     | 2007–2008          | #28     | 11.71                  |
| 5     | 25       | 24 вересня 2008    | 14 травня 2009     | 2008–2009          | #17     | 13.50                  |
| 6     | 23       | 23 вересня 2009    | 26 травня 2010     | 2009–2010          | #23     | 12.66                  |
| 7     | 22       | 24 вересня 2010    | 13 травня 2011     | 2010–2011          | #37     | 10.73                  |
| 8     | 18       | 23 вересня 2011    | 11 травня 2012     | 2011–2012          | #38     | 10.34                  |
| 9     | 17       | 28 вересня 2012    | 22 лютого 2013     | 2012–2013          | #26     | 11.27                  |